# サザン・ホスピタリティ
サザン・ホスピタリティ（Southern hospitality）とは、アメリカ英語で直訳すると「南部のおもてなし」という意味であり、アメリカ南部の住民が自分の家、あるいは南部全般を訪れる人に対して親切で温かく迎え入れるという地域文化を表す言葉である。これは、南北戦争前のアメリカ南部の奴隷制の恩恵により発祥した慣習であり、当初はその対象者はヨーロッパ系の白人に限定され、黒人奴隷やヒスパニック系の移民などの非白人は除外されたが、今日ではその差別的な慣習は緩和されつつある。

## 起源
アメリカ南部の人々は、何世紀にもわたってあらゆる階層の人々に親しまれてきたが、作家の「Anthony Szczesiul」のように「サザン・ホスピタリティは、まずアメリカ南北戦争前の南部 (en:Antebellum South) の農場主階級 (en:Planter class) の間で狭義の社会慣習として存在した」と主張する者もいる。このように、その起源は奴隷制と密接に結びついていた。ある分析ではこう記されている。
| 「 | アフリカ系アメリカ人は、この最初のもてなしの概念では、召使の役割を超えてほとんど居場所がなかった。しかし、南部の農場主が客人をこれほど豪華に、そして一見簡単にもてなすことができたのは、奴隷の労働と苦難があったからである。南部の白人からの、そして白人のためのもてなしは、アフリカ系アメリカ人に対して非人道的であることによって達成された部分が大きい。 | 」 |

しかし、時が経つにつれ、この概念は白人農場主階級のイメージをはるかに超える言説に発展し、サザンホスピタリティの原則はやがて南部のアフリカ系アメリカ人にも採用され、アフリカ系アメリカ人の観光客向けに南部の観光地を宣伝するための資料に取り入れられるようになった。サザン・ホスピタリティの概念は、この地域のキリスト教的信念の反映としても検討されている。見知らぬ人に親切にすべきだという考えは、聖書の「善きサマリア人のたとえ」のようなたとえ話から生まれたものである。初期の旅行作家アーネスト・ハムリン・アボットは1902年に「南部では宗教行事が他の何よりも自然に家のもてなしに含まれているように、逆に南部でのもてなしは教会の礼拝に不可欠の部分だ」と書いている。

## 特徴
サザン・ホスピタリティの特徴は、1835年にジェイコブ・アボットが南部の居酒屋の質の低さを、見知らぬ人をもてなす南部の人々の意欲を考えると、居酒屋の必要性がないことに起因すると述べている。
| 「 | 南部の人々のもてなしはとても豊かで、居酒屋はほとんど経営が成り立ちません。紳士の装いとマナーを身につけた旅行者は、どのドアでも歓迎される。見知らぬ人が馬に乗ってバージニア州やカロライナ州を走っている。時刻は正午。道路から少し離れたところに、木々に囲まれた農園があるのを見つけた。彼は迷うことなく、その農園の入り口へ向かいました。その家の紳士は、彼が近づくのを見て、階段の上で準備をする。 | 」 |

さらにアボットは、邸内の最高の店舗が訪問者の自由になることを説明している。
| 「 | 南部紳士は客を喜ばせることに長けているので、会話ははずむ。夕食の後、午後から夜にかけて過ごすように促されるが、もしあなたがマナーや情報面で紳士であれば、実際、あなたのホストはそのようにすることで非常に満足することであろう。 これがサザン・ホスピタリティの特徴である。 | 」 |

より最近では、タラ・マクファーソンが「伝統と風俗」の表現について、「南部を他の地域と区別し、結びつけている接着剤」と書き、さらに次のように言っている。
| 「 | これは、多くの観光地で利用されている「有名な」サザン・ホスピタリティと結びついた、よく知られたマントラである...。現代人が旧南部の「壮麗さ」に惹かれるのは、ある種の礼儀作法に基づくものであり、この南部特有の上品な光景は、月光、モクレン、マナーといった舞台装置によって、慎重に操作されながら構築されている。南部の白人は、身なりを整えることの重要性を頻繁に強調する。例えば、『Womenfolks: 例えば、人気作家のシャーリー・アボットは『Womenfolks: Growing Up Down South』の中で、サザン・ホスピタリティが持つ「自然な芝居じみたもの」だと述べている。例えば、人気作家のシャーリー・アボットは、『Womenfolks: Growing Down South』の中で、サザン・ホスピタリティが持つ「自然な演劇性」について述べている。「登場人物や目的がどんなに透明でも、永遠に続くように見える風俗喜劇の中で特別な役割を担う才能」が必要なのだ。ある程度の透明性があるにもかかわらず、静寂のオーラを維持することは、サザン・ホスピタリティが、物質的な効果を持つ強力なものではあるが、パフォーマンス、仮面劇、合意された社会的虚構であることを示唆している。 | 」 |

サザン・ホスピタリティでは食べ物が重要な位置を占め、訪問者に南部料理を提供することがその大きな要素となっている。新しい隣人を紹介するために、玄関にケーキなどのお菓子を持参することがよく見られる。クラブや教会の行事の多くには、食事や少なくともデザートと飲み物が含まれている。南部の教会では、この伝統に対応するため、大きな業務用キッチンを備えていることが多いが、多くの「親睦夕食会」は「covered dish」、つまり参加者全員が一品持ち寄る形式である。しかし、新しく来た人が料理を持たずに来た場合、その人は歓迎され、惜しみなくサービスされる。死や重い病気が発生した場合、一般に、近所の人々、友人、教会の会員が、しばらくの間、遺族に食べ物を持ち寄る。多くの料理本がこのコンセプトを進めたレシピを約束している。